# Cerkniško jezero
Cérkniško jézero je presihajoče jezero v jugozahodni Sloveniji, na južnem delu Cerkniškega polja. Je svetovna znamenitost, največje presihajoče jezero v Evropi. 
Ko je polje poplavljeno, meri njegova površina 26 km², ob močnem deževju pa do 38 km² in je s tem največje jezero v Sloveniji. Takrat je dolgo 10,5 km in široko 4,7 km, največja globina pa je okoli 10 metrov. Gladina niha od 546 do 551 m nadmorske višine. 

## Pritoki in odtoki
Vsi pritoki in odtoki razen
Cerkniščice so kraški.
Na Loškem polju ponikata potoka Mali in Veliki Obrh in prideta na površje na Cerkniškem polju kot potok Stržen. V jezero priteka tudi voda iz podzemlja ene najlepših vodnih jam - Križne jame. V kraško polje se stekajo tudi Cerkniščica in vode iz Javornikov. Vsa ta voda ponika v požiralnikih na Cerkniškem polju v več smereh: en del priteka kot potok Rak v Rakov Škocjan in naprej pod zemeljsko površino do Planinske jame kjer se združi z reko Pivko iz Postojnske jame in priteče na plano kot reka Unica, drugi del ponikne proti Planinskemu polju, najdaljšo pot naredi voda, ki pride na plan v izvirih pri Bistri pod imenom Ljubljanica. 
Cerkniško jezero se napolni v glavnem po jesenskem deževju in spomladi, ko se tali sneg. Presiha maja ali junija, včasih pa tudi pozimi.

### Povirni pas
Na skrajnem jugovzhodnem robu polja so kraški izviri Stržena, ki dovajajo vodo z Loškega polja in z območja kraških planot južno od polja:
- Cerkniški Obrh
- Zadnji Obrh
- Cemun (iz Loške doline)
- Laški studenci
- izviri Tresenca (Tresenc, Žabjek in Retje)
- izviri Mrzlika (Otoški Obrh in Mrzlik)

Drugo izvirno območje so kraški izviri na vzhodnem robu polja in dovajajo vodo s Podloža in Križne jame, Bloške planote (Bloščica ter Bločic):
- izviri Goriškega potoka
- Studenec pri mlinu
- Zlatovec
- Šteberški Obrh (voda iz Križne jame)
- izvir Žerovniščice (Veselova jama)
- jama Suhadolca
- izvirni pas od Goričice do ponorov  Stržena v Narteh

### Estavelni pas
Estavelni pas obsega osrednje območje polja, Zadnji kraj in območje med Drvošcem in Goričico. Številne večje in manjše luknje na dnu in robu polja ob upadanju jezera požirajo vodo, v času deževja se v njih voda dviguje (Javorniški tok). Zadnji kraj ob osrednjem zahodnem delu polja je prav zaradi tega območje, kjer se voda zadržuje najdalj časa. Tu so estavele:
- Gebno
- Zajcovke
- Vranja jama
- Bobnarice
- Kotel
- Češlenca
- Levišče

### Ponorno območje
Ponorno območje se deli na Jamski zaliv, kjer ponikujejo vode Cerkniščice in visokega Stržena ter na ponorni pas, kjer se z osrednjega območja polja stekajo vode neposredno proti izvirom Ljubije in Bistre.
- Jamski zaliv, ponikve v dnu struge Cerkniščice in Stržena
- vhodi v ponorne jame na strmem pobočju jezerskega brega
- ponori v Narteh
- Jama pod Gradom
- Velika in Mala Karlovica

## Flora in favna
Cerkniško jezero je pomembno zaradi gojenja rib, ki jih ob suši varujejo v delu jezera, ki ne presahne. Okolica jezera je gnezdišče mnogih vrst ptic.

## Zanimivost
- Nastanek notranjskih polj je povezan z velikim tektonskim prelomom: Idrija - Hotedršica - Planinsko polje - Cerkniško polje - Loško polje.
- Janez Vajkard Valvasor je poskušal na podlagi Descartesovega mehaničnega zgrešenega pogleda pojasniti presihanje Cerkniškega jezera.